# Displasia corticale
La diplasia corticale è una condizione neurologica caratterizzata da un'anomalia nello sviluppo delle cellule cerebrali, che si verifica durante la gravidanza. Questa condizione provoca un'organizzazione irregolare dello strato esterno (corteccia) del cervello, influenzando diversi aspetti dello sviluppo e del funzionamento cerebrale.

## Caratteristiche cliniche
La diplasia corticale può manifestarsi in vari modi, incluso l'epilessia resistente al trattamento, difficoltà nello sviluppo cognitivo e motorio, così come ritardi nello sviluppo del linguaggio e delle capacità cognitive.

## Cause
Le cause esatte della diplasia corticale non sono completamente comprese, ma si pensa che siano legate a difetti nello sviluppo delle cellule nervose durante la formazione del cervello fetale. Fattori genetici e ambientali possono giocare un ruolo nella sua insorgenza.

## Diagnosi
La diagnosi della diplasia corticale coinvolge tipicamente esami di imaging cerebrale, come la risonanza magnetica (RM), che possono rilevare anomalie strutturali nel cervello.

## Trattamento
Il trattamento della diplasia corticale spesso mira a gestire i sintomi associati, come l'epilessia, attraverso farmaci antiepilettici e terapie di supporto. In alcuni casi, potrebbe essere valutata la possibilità di interventi chirurgici, ma le opzioni terapeutiche possono variare da individuo a individuo.
La gestione della diplasia corticale può richiedere un approccio multidisciplinare che coinvolge neurologi, pediatri, terapisti occupazionali e altri specialisti per fornire un supporto completo al paziente e alla sua famiglia.

## Fonti
- Blümcke I, Thom M, Aronica E, et al. The clinicopathologic spectrum of focal cortical dysplasias: A consensus classification proposed by an ad hoc Task Force of the ILAE Diagnostic Methods Commission. Epilepsia. 2011;52(1):158-174. DOI: doi.org/10.1111/j.1528-1167.2010.02777.x
- Barkovich AJ, Guerrini R, Kuzniecky RI, Jackson GD, Dobyns WB. A developmental and genetic classification for malformations of cortical development: Update 2012. Brain. 2012;135(Pt 5):1348-1369. DOI: doi.org/10.1093/brain/aws019
- Leventer RJ, Guerrini R, Dobyns WB. Malformations of cortical development and epilepsy. Dialogues Clin Neurosci. 2008;10(1):47-62. PMID 18472476
- National Institute of Neurological Disorders and Stroke. Focal Cortical Dysplasia Information Page. ninds.nih.gov/Disorders/All-Disorders/Focal-Cortical-Dysplasia-Information-Page

- Wikimedia Commons contiene immagini o altri file su Displasia corticale